# Miguel de Zárraga
Miguel de Zárraga (c. 1882-1941) fue un periodista, escritor y cineasta español.

## Biografía
Nació en 1882 o 1883. Descrito por Ossorio y Bernard como un «novelista segoviano», fue redactor del Diario de Avisos, El Adelantado y La Tempestad de Segovia, además de corresponsal de El Imparcial (1901) y, tras instalarse en los Estados Unidos, del Diario de la Marina y ABC. También había sido colaborador de Madrid Cómico. Zárraga, que ejerció igualmente como cineasta, falleció en 1941.